# Guadeloupská vlajka

Francouzská vlajka
Poměr stran: 2:3

Francouzská námořní vlajka
Poměr stran: 2:3
Poměr šířek: 30:33:37

Vlajka Guadeloupe je zároveň vlajkou Francie.
Guadeloupe je ale i francouzským departementem (kód 971) a francouzským regionem. Oba tyto celky mají i svou vlajku. Tyto vlajky mají pouze lokální nebo turistický charakter.
Vlajka regionu je tvořena logem umístěném na bílém listě vlajky. Logo je stylizované žluté slunce a modrý pták, na modro zeleném podkladě. Pod logem je nápis REGION GUADELOUPE podtrhnutý žlutým pruhem.
Nezávislá Union Populaire pour la Libération de la Guadeloupe - UPLG  (francouzsky Lidová unie pro zrovnoprávnění Guadeloupe navrhovala státní vlajku velmi podobnou surinamské vlajce.
Další návrh vlajky pochází od Front de Libération Nationale de la Guadeloupe - FLNG a Groupement des Organisations Nationalistes Guadeloupéennes - GONG. Ta je podobná (až na barvy pruhů) kubánské vlajce.
Dále se používá vlajka odvozená ze znaku města Pointe-à-Pitre, a to ve dvou variantách — červené a černé.

## Galerie

Návrh guadeloupské vlajky (UPLG) Poměr stran: 2:3
Návrh guadeloupské vlajky (FLNG/GONG) Poměr stran: 2:3
Návrh guadeloupské vlajky (černá varianta) Poměr stran: 2:3
Návrh guadeloupské vlajky (červená varianta) Poměr stran: 2:3